# Druckerballen (Heraldik)

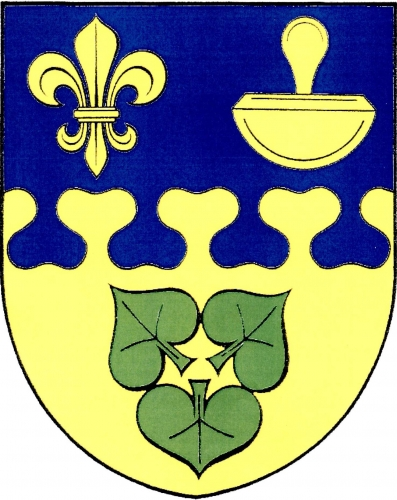
Im Wappen der tschechischen Gemeinde Hodíškov links oben (heraldisch gesehen)

Der Druckerballen ist in der Heraldik eine gemeine Figur und nur selten im Wappen anzutreffen.
Dargestellt wird die Wappenfigur durch eine lederbezogene, filz- oder haargefüllte, mehr oder weniger ballige Holzscheibe mit einem hölzernen Handgriff in Stielform. Dieser zeigt in der Regel zum Schildhaupt und kann in allen heraldischen Farben tingiert werden. Der Griff kann auch abweichend gefärbt sein, was dann bei der Wappenbeschreibung erwähnt werden muss.
Gebraucht wird das Handwerkszeug vom Drucker, um die Druckform einzufärben. Oft werden zwei Druckerballen gleichzeitig benutzt.
Im Oberwappen des Wappens der Buchdrucker und Schriftsetzer hält ein aus einer Krone wachsender, nach rechts sehender Greif zwei Druckerballen (oft in schwarz mit goldenen Griffen) mit den Tintenflächen gegeneinander.

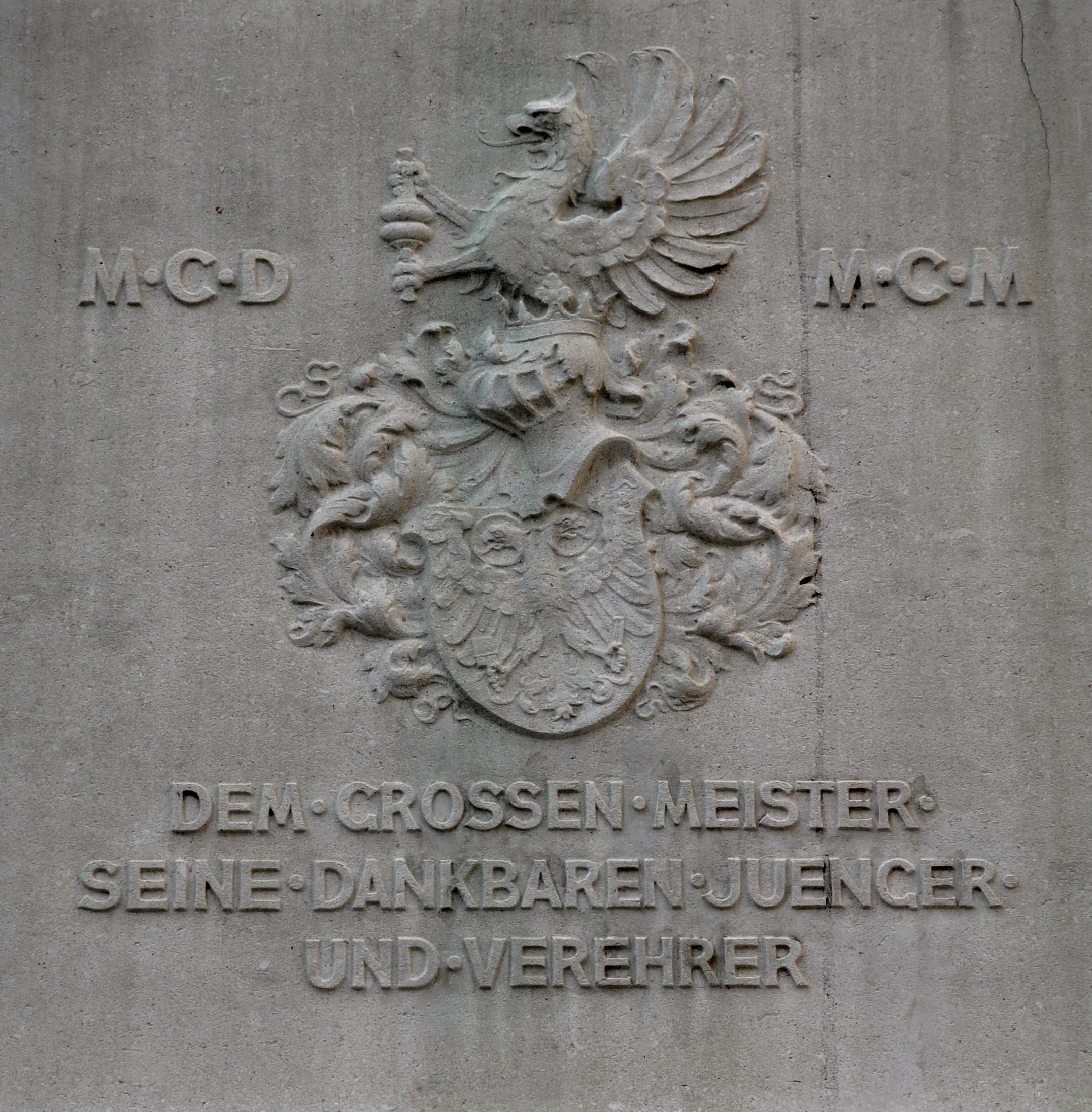
Denkmal für Johannes Gutenberg in Wien

## Weblink
- Druckerballen (Heraldik) im Heraldik-Wiki